# Falkenbergs IK
Falkenbergs Idrottsklubb, FIK, är Falkenbergs enda friidrottsklubb, grundad 13 juni 1901. Klubben hade ursprungligen allmän idrott, gymnastik och fotboll på programmet. De första tävlingarna hölls i apotekare Humblas trädgård och löptävlingarna på Storgatan. Följande år flyttades tävlingsverksamheten till Vallarna, där klubben under några år hade en liten stuga. Gymnastikträningen bedrevs vintertid i Gamla Kyrkan.  
År 1905 var FIK en av de tre föreningar som på IFK Halmstad initiativ bildade Hallands Idrottsförbund. 
När Falkenbergs Manliga Gymnastikförening år 1915 gick upp i FIK bytte klubben namn till Falkenbergs Gymnastik och Idrottsklubb (FGIK). År 1920 gick även Falkenbergs Kvinnliga Gymnastiksällskap upp i FIK. Klubben återtog det ursprungliga namnet 1930. Under åren haft FIK haft många fler idrotter på programmet: handboll, orientering, skidor och bowling. Dessa har senare bildat egna föreningar och på så vis har FIK bidragit till utvecklingen av idrotten i Falkenberg. Fotbollssektionen bröt sig ur år 1928 och bildade Falkenbergs FF och den sista sektionen som bildade en egen förening var orienteringen år 1982. FIK bedrev under 30 år simskola vid Skrea Strand. År 1960 tog kommunen över den verksamheten. 
Man håller sedan 1921 till på Falkenbergs IP.  
Klubben har haft flera friidrottare på riksnivå. Mest meriterad är trestegshopparen Erik "Spänst" Svensson, som tävlade för klubben under 1930-talet. Han vann OS-silver i tresteg 1932 och hade svenska rekorden i tresteg 1932-1948 och i längdhopp 1934-1959. Övriga svenska mästare är Hilding Edgar Nilsson i höjdhopp u.a. 1922; Olga Månsson i längdhopp u.a.1934,1935 och 1936; Solveig Nilsson (Gustavsson) i spjut 1935, 1936 och 1937 samt trekamp 1939 och 1940 samt Ingrid Hansson-Olsson i höjdhopp 1937 och längdhopp 1938. Olga Månsson och Ingrid Hansson hade också svenska rekorden i sina grenar.
Sedan 1982 arrangerar man även kvartsmaran Falkenbergs stadslopp.

### Fotnoter
1. ↑  Mikael Martinsson (13 juni 2001). ”FIK klockar för nya tider” (på svenska). Hallands nyheter. http://www.hn.se/sport/fik-klockar-f%C3%B6r-nya-tider-1.3589601. Läst 13 juli 2017.